# Luftförsvarssektor
Luftförsvarssektor och senare Flygkommando var tidigare en del av Sveriges militärterritoriella indelning och benämning på myndighet för regional ledning av flygvapnets förband inom ett tilldelat område av svenskt luftförsvarssektor. Ett flygkommando var underställt en militärbefälhavare och var verksamt under såväl krigs- som fredsförhållanden. Chefen för respektive flygkommando ansvarade även för krigsplanläggning samt mobilisering.
1942 kom Sverige att delas in i fem stycken flygbasområden, vilka blev ansvariga för krigsbaser, förråd. 1948 blev de tillförda ansvaret för luftbevakningen. Dessa ombildades 1957 till luftförsvarssektorer och 1981 till storsektor. 1994 reducerades antalet sektorer till tre stycken vilka samtidigt fick benämningen flygkommando. Genom försvarsbeslutet 2000 avvecklades de tre regionala kommandona och ersattes av ett centralt kommando ingåendes i Operativa insatsledningen. Sedan 2007 benämns kommandot Flygvapnets taktiska stab och är en del av Insatsledningen (INS). 

## Flygbasområde 1942–1957
| Beteckning | Flygbasområde                | Stabsort  | Aktivt                | Kommentar |
| ---------- | ---------------------------- | --------- | --------------------- | --------- |
| Flybo ÖN   | Övre Norrlands flygbasområde | Luleå     | 1942-10-01–1957-09-30 |           |
| Flybo N    | Norra flygbasområdet         | Östersund | 1942-10-01–1957-09-30 |           |
| Flybo O    | Östra flygbasområdet         | Stockholm | 1942-10-01–1957-09-30 |           |
| Flybo V    | Västra flygbasområdet        | Göteborg  | 1942-10-01–1957-09-30 |           |
| Flybo S    | Södra flygbasområdet         | Ängelholm | 1942-10-01–1957-09-30 |           |

## Luftförsvarscentral 1957–1981
År 1957 avvecklades flygbasområdena och ersattes av luftförsvarssektor räknat till 11 stycken i antal. Varje luftförsvarssektor hade en luftförsvarscentral (LFC), vilket hade det övergripande ansvaret för luftförsvaret inom sektorn. Luftförsvarscentralernas FAR-kod (FAR = Fasta Anropskoder för Rapportering inom luftförsvaret) var ett tvåstavigt ord som var ett djurnamn i bestämd form. 
| Sektor | Luftförsvarscentral   | Ort                 | Tillhörighet                             | Aktivt                                     | Kommentar                 |
| ------ | --------------------- | ------------------- | ---------------------------------------- | ------------------------------------------ | ------------------------- |
| S1     | LFC Staren LFC Kobran | Tormestorp Hästveda | Skånska flygflottiljen                   | 1957-10-01–1981-06-30                      |                           |
| S2     | LFC Vargen            | Torskors            | Kalmar flygflottiljBlekinge flygflottilj | 1957-10-01–1978-??-??1978-??-??–1981-06-30 |                           |
| W2     | LFC Svalan            | Mölndal             | Göta flygflottiljSkaraborgs flygflottilj | 1957-10-01–1969-06-301969-07-01–1981-06-30 |                           |
| O1     | LFC Höken             | Svärtinge           | Bråvalla flygflottilj                    | 1957-10-01–1981-06-30                      |                           |
| G1     | LFC Tigern            | Tingstäde           | Bråvalla flygflottilj                    | 1957-10-01–1965-??-??                      | Uppgick 1965 i sektor O1  |
| O2     | LFC Falken            | Tullinge            | Södertörns flygflottilj                  | 1957-10-01–1965-??-??                      | Uppgick 1965 i sektor O5  |
| O3     | LFC Räven             | Uppsala             | Upplands flygflottilj                    | 1957-10-01–1965-??-??                      | Uppgick 1965 i sektor O5  |
| O5     | LFC Puman             | Bålsta              | Svea flygkårVästmanlands flygflottilj    | 1965-??-??–1973-06-301973-07-01–1981-06-30 |                           |
| W5     | LFC Måsen             | Örebro              | Västmanlands flygflottilj                | 1957-10-01–1971-??-??                      | Uppgick 1971 i sektor O5  |
| N3     | LFC Humlan            | Frösön              | Jämtlands flygflottilj                   | 1957-10-01–1981-06-30                      |                           |
| ÖN1    | LFC Örnen             | Umeå                | Norrbottens flygflottilj                 | 1957-10-01–1965-??-??                      | Uppgick 1965 i sektor ÖN3 |
| ÖN3    | LFC Illern            | Boden               | Norrbottens flygflottilj                 | 1957-10-01–1981-06-30                      |                           |

## Storsektor 1981–1993
I samband med införandet av STRIL 60 och anpassade system som Saab 35 Draken och Robotsystem 68 Bloodhound minskades luftförsvarssektorerna till fyra sektorer, vilka fick benämningen storsektor.
| Beteckning | Storsektor            | Stabsort  | Aktivt                | Kommentar                                         |
| ---------- | --------------------- | --------- | --------------------- | ------------------------------------------------- |
| F 10/Se S  | Sektor Syd            | Ängelholm | 1981-07-01–1993-06-30 | Bildat 1981 genom tidigare sektorer S1, S2 och W2 |
| F 16/Se M  | Sektor Mitt           | Uppsala   | 1981-07-01–1993-06-30 | Bildat 1981 genom tidigare sektorer O1 och O5     |
| F 4/Se NN  | Sektor Nedre Norrland | Östersund | 1981-07-01–1993-06-30 | Bildat 1981 genom tidigare sektor N3              |
| F 21/Se ÖN | Sektor Övre Norrland  | Luleå     | 1981-07-01–1993-06-30 | Bildat 1981 genom tidigare sektor ÖN3             |

## Flygkommando 1993–2000
I samband med försvarsbeslutet 1992 beslutades att de fyra luftförsvarssektorförbanden skulle avvecklas och omorganiseras till vanliga flygflottiljer. Ansvaret skulle istället ersättas av tre stycken nyinrättade flygkommandon. Den 1 juli 1993 bildades regionala ledningsorganisationer. Organisationen bestod av tre stycken flygtaktiska kommandon, vilka under en övergångsperiod ingick i flottiljerna innan de blev självständiga enheter den 1 juli 1994. Mellan åren 1993 och 1995 överfördes även uppgifter från Första flygeskadern (E 1) till de tre Flygkommandona. Detta på grund av att försvarsbeslutet även omfattade en avveckling av Första flygeskadern.
| Beteckning | Flygkommando            | Stabsort            | Aktivt                | Kommentar                     |
| ---------- | ----------------------- | ------------------- | --------------------- | ----------------------------- |
| FK N       | Norra flygkommandot     | Luleå garnison      | 1994-07-01–2000-06-30 | Avskildes 1994 från F 21/FK N |
| FK M       | Mellersta flygkommandot | Uppsala garnison    | 1994-07-01–2000-06-30 | Avskildes 1994 från F 16/FK M |
| FK S       | Södra flygkommandot     | Ängelholms garnison | 1994-07-01–2000-06-30 | Avskildes 1994 från F 10/FK S |

## Flygkommando 2000–2007
Genom försvarsbeslutet 2000 avvecklades de tre regionala kommandona och ersattes av ett centralt kommando ingående i Operativa insatsledningen (OPIL).
| Beteckning | Flygkommando           | Stabsort         | Aktivt                | Kommentar |
| ---------- | ---------------------- | ---------------- | --------------------- | --------- |
| FTK        | Flygtaktiska kommandot | Uppsala garnison | 2000-07-01–2007-03-31 |           |

## Flygstab 2007–
Sedan 2007 benämns kommandot Flygvapnets taktiska stab och är en del av Insatsledningen (INS). 
| Beteckning | Flygstab                  | Stabsort            | Aktivt      | Kommentar |
| ---------- | ------------------------- | ------------------- | ----------- | --------- |
| FTS        | Flygvapnets taktiska stab | Stockholms garnison | 2007-04-01– |           |

### Skrift
- Braunstein, Christian (2005). Svenska Flygvapnets förband och skolor under 1900-talet. Christina von Arbin. sid. 15,18,19. ISBN 91-971584-8-8